# Guilty Gear Strive
Guilty Gear Strive (стилизовано под Guilty Gear -STRIVE-) — видеоигра в жанре файтинг, разработанная и выпущенная компанией Arc System Works; седьмая часть в серии игр Guilty Gear (восьмая, если считать Xrd REV 2) и 24-я в целом. Выход игры по всему миру состоялся на 11 июня 2021 года.

## Игровой процесс
Guilty Gear Strive задумывается как «переосмысление франшизы», сохраняя, но в то же время обновляя многие классические особенности серии. Так, в игре появится функция «Wall Break», которая позволяет перемещаться между локациями (экранами), за счёт применённого на противнике комбо в углу арены.

## Сюжет
Сюжет игры является продолжением событий Guilty Gear Xrd. Он будет представлять собой завершение истории Сола Бэдгая, действие которой происходит в США и где рассказывается его последней битве с Тем Человеком, Аской Р. Кройцем.

### Персонажи
На старте в Guilty Gear Strive будет пятнадцать играбельных персонажей. Сол Бэдгай, Кай Киске, Мэй, Аксель Лоу, Чипп Зануфф, Потёмкин, Фауст, Миллия Рэйдж, Зато-1, Рамлетал Валентайн, Лео Уайтфэнг, Андзи Мито и И-Но (фигурирующих в предыдущих частях франшизы), а также два новых: Нагориюки, персонаж-вампир, похожий на самурая, который может истощить противников поглощая его кровь, чтобы увеличить свою силу атаки, и Джованна, офицер подразделения специальных операций, которую сопровождает дух волка, по имени Рей. Впоследствии в виде загружаемого контента будут добавляться новые герои, 5 из них были анонсированы для Season Pass 1, а первым дополнительным персонажем стал Голдльюис Дикинсон. В дальнейшем в игру вернулась Бриджет, которая уже предстала в качестве женщины, а не мужчины.

## Разработка
После того, как на EVO 2018 компания Arc System Works подтвердила, что новая часть Guilty Gear находится в разработке, годом позже, на том же мероприятии, был выпущен анонсирующий трейлер под рабочим названием New Guilty Gear, демонстрирующий обновлённую графику игры на движке Unreal Engine 4 и механику «Wall Break». Спустя два дня в качестве промосингла была выпущена основная музыкальная тема игры «Smell of the Game». В ноябре 2019 года, в очередном трейлере, было анонсировано официальное название будущей части франшизы — Guilty Gear -STRIVE-.
По словам продюсера игры Акиры Катано, команда разработчиков стремилась привлечь как можно больше фанатов игры к работе над проектом, сделав игровой процесс -STRIVE- более понятным по сравнению с предыдущими частями Guilty Gear, вместо того, чтобы оказуалить его. По мнению Катано, многие файтинги сталкиваются с проблемой сложного порога вхождения случайных игроков и непонятностью игрового процесса для зрителей во время противостояния двух профессионалов, вследствие чего и те и другие быстро теряют интерес к совершенствованию своих навыков и просмотру боёв соответственно. Для решения этой проблемы онлайн режим игры был ориентирован на подбор противников со схожим уровнем, а подробные объяснения игровой механики отсутствуют в учебном руководстве, но все ещё присутствуют в режиме Mission Mode, это «[…] демонстрирует новым игрокам, что можно наслаждаться файтингами, не зная подробностей о боевой механике […]».
В мае 2020 года разработка игры была отложена на неопределённый срок из-за начала пандемии COVID-19. После того, как в феврале 2021 года была выпущена первая публичная бета-версия игры релиз проекта был перенесён с 9 апреля на 11 июня 2021 года, поскольку команда разработчиков ссылалась на наобходимость дополнительного времени, с целью улучшения стабильность онлайн-режима на основе отзывов игроков. В мае 2021 года прошёл второй публичный бета-тест игры, для сбора дополнительной информации тестировщиков.
Выпуск аркадной версии игры в Японии был отложен из-за пандемии COVID-19.

## Выпуск
| Сводный рейтинг    | Сводный рейтинг                    |
| Агрегатор          | Оценка                             |
| ------------------ | ---------------------------------- |
| Metacritic         | PC: 84/100 PS4: 84/100 PS5: 87/100 |
| Иноязычные издания |                                    |
| Издание            | Оценка                             |
| Destructoid        | 8,5/10                             |
| Eurogamer          | Recommended                        |
| GameSpot           | 8/10                               |
| IGN                | 9/10                               |
| Jeuxvideo.com      | 16/20                              |
| Push Square        | [ 25 ]                             |

Международный релиз Guilty Gear -STRIVE- состоялся 11 июня 2021 года. В качестве игровых платформ фигурировали Microsoft Windows, PlayStation 4, PlayStation 5, причём у двух последних предусмотрен кросс-платформенный вариант онлайн-режима. Помимо этого, в Японии игра также будет выпущена на аркадных игровых автоматах силами компании Sega. Для предварительного заказа были доступны несколько вариантов изданий Guilty Gear -STRIVE-, в том числе «Limited Edition» и «Ultimate Edition» издания игры; владельцы консольных версий «Ultimate Edition» получили ранний доступ к игре — 8 июня 2021 года.